# Oreophytoneae
Oreophytoneae es una tribu de plantas pertenecientes a la familia Brassicaceae. El género tipo es Oreophyton O. E. Schulz

## Géneros
Según GRIN
- Murbeckiella Rothm.
- Oreophyton O. E. Schulz